# 周忠
周忠（?—?），字嘉謀，东汉庐江郡舒县（今安徽省庐江县）人。汉桓帝时太尉、司空周景之子。
周忠开始任大司农、光禄大夫，初平三年（192年）十二月，李傕、郭汜执政时，接替皇甫嵩任太尉（三公之一）、录尚书事。次年六月，因为扶风郡大雨雹、华山山崩，被免除太尉之位，改任卫尉。李傕之乱，他和朱儁在曹阳击败李傕。
有子周暉，為洛陽令。周瑜是他的族侄。